# Mount Amherst
Mount Amherst ist ein 2400 m hoher Berg im westantarktischen Marie-Byrd-Land. Im Königin-Maud-Gebirge ragt er 5 km nordnordöstlich des McNally Peak zwischen dem Holdsworth- und dem Scott-Gletscher auf.
Der United States Geological Survey (USGS) kartierte ihn anhand eigener Vermessungen und mithilfe von Luftaufnahmen der United States Navy zwischen 1960 und 1964. Das Advisory Committee on Antarctic Names benannte ihn nach dem Amherst College, Alma Mater von Michael F. Sheridan, Mitarbeiter des USGS bei der Erkundung des Berges.